# AdvaNced airCraft Infrastructure-Less Launch And RecoverY
AdvaNced airCraft Infrastructure-Less Launch And RecoverY – ANCILLARY je program organizace DARPA, zaměřený na vytvoření bezpilotního demonstrátoru. Cílem programu je vyvinout letoun pro opakované použití se schopností kolmého vzletu a přistání (VTOL), dlouhou výdrží, s možností startovat z palub lodí nebo ze země s minimálními nároky na prostor bez další infrastruktury. Vyvíjený prostředek, který by se měl stát součástí experimentálních letounů řady X, by měl poskytnout kritické technologie. Malé rozměry prostředku mají umožnit provozovat z paluby lodi více prostředků, které by dohromady vytvořily taktickou zpravodajskou síť, která by mohla fungovat i za hranicemi přímé viditelnosti. (BLOS) Letoun by měl mít hmotnost mezi 250 až 330 lb (113 až 150 kg).

## Vývoj
20. září 2022 DARPA zorganizovala den předkladatelů návrhů, na němž možné zájemce o vývoj seznámila s výzvou.
V červnu 2023 oznámila DARPA výběr 9 společností, které se zúčastní půlroční fáze 1a. AeroVironment, AVX Aircraft, Griffon Aerospace, Karem Aircraft, Leidos, Method Aeronautics, Northrop Grumman, Piasecki Aircraft, a Sikorsky. Výsledkem této fáze bude předložení návrhů řešení.

### Cíle programu
- schopnost vzletu a přistání bez infrastruktury
- dlouhá výdrž a dolet
- vysoký poměr užitečného zařízení k celkové hmotnosti
- robustní systém řízení a navigace

### Varianty řešení

#### Northrop Grumman
Společnost Northrop Grumman, která se účastní 1. fáze chce navrhnout bezpilotní letoun, který by měl výdrž 20 hodin ve vzduchu se schopností urazit vzdálenost 100 námořních mil (185 km), který by byl vybaven až 60 lb (27 kg) senzorového vybavení pro zpravodajskou a průzkumnou činnost.